# Estat del Tirol
|  | Per a altres significats, vegeu «Tirol (desambiguació)». |

Tirol (Alemany: Tirol) és un estat federat d'Àustria, situat a l'oest del país. Comprèn la part austríaca de la regió històrica del comtat del Tirol.
L'estat és partit en dues parts -anomenades Tirol Nord i Tirol Est- separades per una llengua d'uns 20 km amb la qual l'estat federat de Salzburg voreja directament la província italiana de Bolzano-Bozen (Alto Adige/Südtirol).
Tirol del Nord fa frontera amb Baviera, Alemanya, al nord: l'estat federat de Vorarlberg a l'oest: la província de Bolzano-Bozen, Itàlia, i en cantó dels Grisons, Suïssa, al sud, i l'estat federat de Salzburg a l'est. Tirol de l'Est també fa frontera amb l'estat federat de Caríntia per la banda oriental.
La muntanya més alta de l'estat és el Großglockner als Hohe Tauern, amb una elevació de 3.798 m (12.461 peus). Tanmateix només és la segona del Tirol, perquè la primera és l'Ortler, de 3,905 m (12,812 peus), situada al Tirol del Sud.
La capital és Innsbruck. La ciutat és coneguda per la seva universitat, especialment les tècniques modernes en medicina. Tirol és popular pels seus recursos d'esquí famosos, com Kitzbühel, Ischl o St. Anton. D'altres ciutats més grans són Kufstein, Schwaz, Reutte i Landeck, a més de Lienz, la ciutat més important de la zona separada de l'est.

## Història
Històricament, el Tirol era un comtat del Sacre Imperi Romanogermànic, posteriorment de l'Imperi Austríac i finalment un kronland de l'Imperi Austrohongarès, que s'estenia més enllà dels límits de l'estat d'avui. Les referències històriques al Tirol (abans de la Primera Guerra Mundial) inclouen Tirol (Tirol nord i Tirol Est) d'avui, però també les províncies italianes de Bolzano-Bozen (Alto Adige o Südtirol) i Trento (Trentino).
Després de Primera Guerra Mundial, l'Alto Adige-Südtirol i el Trentino van passar a formar part d'Itàlia, segons les provisions del Tractat de Saint-Germain-en-Laye. Per bé que dins d'Itàlia tenen la condició constitucional de "regió amb estatut especial", hi ha tothora una mica de tensió a causa del gran nombre de germanoparlants que es consideren més austríacs que no pas italians i que sobretot enyoren l'eficaç administració austríaca enfront de l'exercida des de la llunyana Roma.